# Luce (cantant)

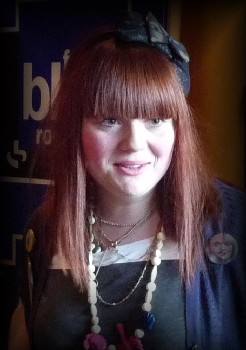
Luce el 2010

Lucie Brunet, de nom artístic Luce, (Paretstortes, 28 de gener del 1990) és una cantant nord-catalana que el 16 de juny del 2010 va guanyar el concurs Nouvelle Star, una mena d'Operación Triunfo francesa.

## Biografia
Nasqué en el si d'una família molt vinculada al rugbi i, concretament, a la USAP. Durant una desena d'anys practicà la flauta i estudià a un conservatori d'art dramàtic. El 2010, quan era alumna a l'escola d'infermeres de Montpeller, es presentà a les seleccions per formar part del concurs Nouvelle Star que es feren a Marsella. Hi interpretà Andy dels Rita Mitsouko, l'èxit de Soft Cell Tainted Love (que cantà a cappella), Je dois m'en aller de Niagara i C'est comme ça dels Rita Mitsouko.
Després de guanyar el concurs (vegeu l'historial de la seva participació en la secció de les eliminatòries) a l'octubre del 2010 preparava la sortida del seu primer àlbum, Philippe Katerine.

## Eliminatòries de Nouvelle Star 2010

### Interpretacions en solitari
| Data                       | Cançó                           | Intèrpret original      | Decisió del jurat | Decisió del jurat | Decisió del jurat | Decisió del jurat |
| -------------------------- | ------------------------------- | ----------------------- | ----------------- | ----------------- | ----------------- | ----------------- |
| Data                       | Cançó                           | Intèrpret original      | Philippe Manœuvre | André Manoukian   | Lio               | Marco Prince      |
| 14 d'abril (1a. gala)      | Qui de nous deux                | -M-                     | Blau              | Blau              | Blau              | Blau              |
| 21 d'abril (2a. gala)      | Dream a Little Dream of Me      | The Mamas and The Papas | Blau              | Blau              | Blau              | Blau              |
| 28 d'abril (3a. gala)      | Étienne                         | Guesch Patti            | Blau              | Blau              | Blau              | Blau              |
| 5 de maig (4a. gala)       | Beautiful                       | Christina Aguilera      | Vermell           | Blau              | Blau              | Blau              |
| 13 de maig (5a. gala)      | Louxor J'Adore                  | Philippe Katerine       | Blau              | Blau              | Vermell           | Blau              |
| 19 de maig (6a. gala)      | Les Sucettes                    | France Gall             | Blau              | Blau              | Blau              | Blau              |
| 19 de maig (6a. gala)      | Tainted Love                    | Gloria Jones            | Blau              | Blau              | Blau              | Blau              |
| 26 de maig (7a. gala)      | Miss You                        | The Rolling Stones      | Vermell           | Blau              | Blau              | Vermell           |
| 26 de maig (7a. gala)      | Gigi L'Amoroso                  | Dalida                  | Blau              | Blau              | Blau              | Blau              |
| 2 de juny (Quart de final) | La plus belle pour aller danser | Sylvie Vartan           | Vermell           | Blau              | Vermell           | Blau              |
| 2 de juny (Quart de final) | What's Love Got to Do with It   | Tina Turner             | Vermell           | Blau              | Blau              | Vermell           |
| 9 de juny (Semi-final)     | Les Cactus                      | Jacques Dutronc         | Blau              | Blau              | Blau              | Blau              |
| 9 de juny (Semi-final)     | Over the Rainbow                | Judy Garland            | Blau              | Blau              | Blau              | Blau              |
| 9 de juny (Semi-final)     | La vie en rose                  | Édith Piaf              | Blau              | Blau              | Blau              | Blau              |
| 16 de juny (Final)         | Je dis aime                     | -M-                     | Blau              | Blau              | Blau              | Blau              |
| 16 de juny (Final)         | Mad About You                   | Hooverphonic            | Blau              | Blau              | Blau              | Blau              |
| 16 de juny (Final)         | Ne me quitte pas                | Jacques Brel            | Blau              | Blau              | Blau              | Blau              |

### Actuacions en duo/trio
| Data                       | Cançó                         | Altres intèrprets                    | Autor original                       |
| -------------------------- | ----------------------------- | ------------------------------------ | ------------------------------------ |
| 21 d'abril (2a gala)       | Toutes les femmes de ta vie   | Annabelle, Lussi, Marine i Stéphanie | L5                                   |
| 28 d'abril (3a gala)       | Our house                     | Lussi i Stéphanie                    | Madness                              |
| 5 de maig (4a gala)        | Ça balance pas mal à Paris    | Annabelle i Benjamin                 | Michel Berger i France Gall          |
| 13 de maig (5a. gala)      | Relator                       | Dave                                 | Pete Yorn i Scarlett Johansson       |
| 26 de maig (7a. gala)      | Money, Money, Money           | Lussi                                | ABBA                                 |
| 2 de juny (Quart de final) | Pour un infidèle              | François                             | Cœur de pirate                       |
| 2 de juny (Quart de final) | La Carioca                    | Ramon                                | Alain Chabat i Gérard Darmon         |
| 9 de juny (Semi-final)     | Dieu est un fumeur de havanes | Ramon                                | Serge Gainsbourg i Catherine Deneuve |
| 9 de juny (Semi-final)     | Light My Fire                 | François                             | The Doors                            |
| 16 de juny (Final)         | 22                            | François                             | Lily Allen i Ours                    |
| 16 de juny (Final)         | Capri, c'est fini             | François                             | Hervé Villard                        |
| 16 de juny (Final)         | Qu'est-ce que t'es belle      | François                             | Marc Lavoine i Catherine Ringer      |

### Actuacions col·lectives
Les cançons següents obrien les gales, i eren cantades per tots els cantants encara en competició.
| Data                       | Cançó                                       | Autor original           |
| -------------------------- | ------------------------------------------- | ------------------------ |
| 14 d'abril (1a gala)       | Rockollection                               | Laurent Voulzy           |
| 21 d'abril (2a gala)       | Help!                                       | The Beatles              |
| 28 d'abril (3a gala)       | All right now                               | Free                     |
| 5 de maig (4a gala)        | That's the way (I like it)                  | KC and the Sunshine Band |
| 13 de maig (5a. gala)      | Boogie Wonderland                           | Earth, Wind and Fire     |
| 19 de maig (6a. gala)      | I'll Be There for You                       | The Rembrandts           |
| 26 de maig (7a. gala)      | Gimme! Gimme! Gimme! (A Man After Midnight) | ABBA                     |
| 2 de juny (Quart de final) | Let's get it started                        | The Black Eyed Peas      |
| 9 de juny (Semi-final)     | You Really Got Me                           | The Kinks                |
| 16 de juny (Final)         | The Final Countdown                         | Europe                   |
| 16 de juny (Final)         | California Dreamin'                         | The Mamas and the Papas  |